# Lingua siraya
La lingua siraya è una lingua ormai estinta, parlata dal popolo Siraya degli aborigeni taiwanesi fino alla fine del XIX secolo. Essa faceva parte della famiglia delle lingue austronesiane, ed aveva due dialetti denominati Taivoa e Makatao.
Ai giorni nostri, diverse comunità siraya a Taiwan si sono impegnate nella rivitalizzazione linguistica e culturale del loro popolo, ed attraverso la ricerca e l'insegnamento di una lingua riscoperta, i nativi stanno riportando quest'ultima in vita. Attualmente, un gruppo di bambini siraya residenti nella giurisdizione Xinhua della città di Tainan, in particolare nelle aree denominate Kou-pei e Chiou Chen Lin, sono capaci di parlare e cantare nella loro lingua nativa.

## Storia
Le prime testimonianze storiche della lingua siraya risalgono al XVII secolo, quando i mercanti della compagnia olandese delle Indie orientali innalzarono una roccaforte a Fort Zeelandia, a Taiwan, dopo essere stati cacciati dalle acque territoriali della Cina continentale. L'area adiacente a Fort Zeelandia era popolata dai Siraya. Durante il periodo della dominazione olandese, i missionari calvinisti utilizzarono il siraya e la lingua babuza (conosciuta anche come favorlang) come lingue di contatto. Fu effettuata anche una traduzione in lingua siraya del Vangelo di Matteo (174 pagine di testo Siraya e olandese, Gravius 1661), seguito da un testo di catechesi (288 pagine di testo Siraya e olandese, Gravius 1662) che furono pubblicati in più di un'edizione. La colonia olandese fu smantellata, nel 1661, dai sudditi della dinastia Ming rifugiatisi a Taiwan dalla Cina continentale, e l'isola fu successivamente incorporata nell'impero Qing. Durante la dominazione Qing, gli aborigeni di Taiwan fecero fronte ad un processo di sinizzazione che portò alla quasi totale scomparsa delle loro lingue native, tuttavia per quanto riguarda il siraya rimangono delle testimonianze della sua precedente utilizzazione grazie a dei contratti territoriali con traduzione cinese a fronte. La più recente testimonianza dell'uso regolare della lingua siraya risale ai primi anni del XIX secolo, durante la dominazione giapponese a Taiwan.
A novembre del 2008 è stato pubblicato, dalla Tainan Ping-pu Siraya Association, il primo glossario moderno della lingua siraya, comprendente più di 4 000 termini.

## Numerali
La lingua siraya ha un sistema di numerazione decimale.
|    | Cardinali                   | Ordinali                |
| -- | --------------------------- | ----------------------- |
| 1  | saat, sa-saat               | nawnamu                 |
| 2  | ruha, ru-ruha               | ka-ra-ruha              |
| 3  | turu, tu-turu               | ka-ta-turu              |
| 4  | xpat, pa-xpat               | ka-axpat                |
| 5  | rima, ri-rima               | ka-ri-rima              |
| 6  | nom, nə-nəm                 | ka-annəm                |
| 7  | pĭttu, pĭ-pĭttu             | ka-pa-pĭttu             |
| 8  | kuixpa                      | ka-kuixpa               |
| 9  | matuda                      | ka-matuda, ka-ma-matuda |
| 10 | saat kĭttiän                | ka-sasaat kĭttiän       |
|    | Esempi di numerali più alti |                         |
| 12 | saat kĭttiän äb ki ruha     |                         |
| 14 | saat kĭttiän äb ki pat      |                         |
| 30 | turu kĭttiän                |                         |
| 60 | nənnəm kĭttiän              |                         |
| 99 | matuda kĭttiän äb ki matuda |                         |